# Inbal Pezaro
Inbal Pezaro, in ebraico ענבל פיזרו‎? (Yizre'el, 26 marzo 1987), è una nuotatrice paralimpica israeliana.

## Biografia
Pezaro nacque con una serie di problematiche ai vasi sanguigni del midollo spinale che le causò la paralisi degli arti inferiori. All'età di cinque anni iniziò a praticare sport presso il centro ILAN di Haifa arrivando a competere nei campionati nazionali solo sei anni dopo.

## Carriera
A partire dall'età di 12 anni Pezaro iniziò a partecipare a competizioni internazionali di nuoto. Dopo la sua esenzione dal servizio militare presso le Forze di difesa israeliane, si propose come volontaria ottenendo la certificazione come istruttrice di nuoto.
Partecipò alle Paralimpiadi estive del 2004 di Atene, del 2008 di Pechino, del 2012 di Londra e a quelle del 2016 di Rio de Janeiro.
Ai suoi primi Giochi paralimpici riuscì a conquistare una medaglia d'argento nei 100 metri rana classe SB4 e una medaglia di bronzo nei 200 metri stile libero classe S5.
Ai successivi Giochi paralimpici del 2008, Pezaro vinse la medaglia d'argento nella prima giornata nei 100 metri stile libero, stabilendo anche un nuovo record israeliano con 1:12,57. Pezaro conquistò anche una seconda medaglia terminando al secondo posto nella gara dei 200 metri stile libero classe S5. Nella prova dei 100 metri rana riuscì ad ottenere la sua terza medaglia d'argento arrivando dietro all'atleta della Repubblica Ceca Bela Hlaváčková. 
Vinse tre medaglie di bronzo alle Paralimpiadi del 2012 e una medaglia di bronzo alle Paralimpiadi del 2016 nei 200 metri stile libero con un tempo di 3:38.20.

## Riconoscimenti
Nel 2002 fu scelta per accendere la torcia alle celebrazioni nazionali del giorno dell'indipendenza. Nel 2007 è stata premiata come "Sportiva dell'anno" dall'associazione israeliana per gli sport disabili.

## Palmarès

### Giochi paralimpici
| Anno | Manifestazione                 | Sede           | Evento                           | Risultato | Note |
| ---- | ------------------------------ | -------------- | -------------------------------- | --------- | ---- |
| 2004 | XII Giochi paralimpici estivi  | Atene          | 100 metri rana classe SB4        | Argento   |      |
| 2004 | XII Giochi paralimpici estivi  | Atene          | 200 metri stile libero classe S5 | Bronzo    |      |
| 2008 | XIII Giochi paralimpici estivi | Pechino        | 100 metri stile libero classe S5 | Argento   |      |
| 2008 | XIII Giochi paralimpici estivi | Pechino        | 200 metri stile libero classe S5 | Argento   |      |
| 2008 | XIII Giochi paralimpici estivi | Pechino        | 100 metri rana classe SB4        | Argento   |      |
| 2012 | XIV Giochi paralimpici estivi  | Londra         | 50 metri stile libero classe S5  | Oro       |      |
| 2012 | XIV Giochi paralimpici estivi  | Londra         | 100 metri stile libero classe S5 | Bronzo    |      |
| 2012 | XIV Giochi paralimpici estivi  | Londra         | 200 metri stile libero classe S5 | Bronzo    |      |
| 2016 | XV Giochi paralimpici estivi   | Rio de Janeiro | 200 metri misto classe SM5       | Bronzo    |      |

### Mondiali
| Anno | Manifestazione               | Sede              | Evento                           | Risultato | Note |
| ---- | ---------------------------- | ----------------- | -------------------------------- | --------- | ---- |
| 2002 | Campionati mondiali di nuoto | Mar del Plata     | 100 metri rana classe SB4        | Oro       |      |
| 2006 | Campionati mondiali di nuoto | Durban            | 100 metri rana classe SB4        | Oro       |      |
| 2006 | Campionati mondiali di nuoto | Durban            | 100 metri stile libero classe S5 | Argento   |      |
| 2006 | Campionati mondiali di nuoto | Durban            | 200 metri stile libero classe S5 | Argento   |      |
| 2010 | Campionati mondiali di nuoto | Eindhoven         | 100 metri stile libero classe S5 | Oro       |      |
| 2010 | Campionati mondiali di nuoto | Eindhoven         | 200 metri stile libero classe S5 | Argento   |      |
| 2013 | Campionati mondiali di nuoto | Montreal          | 200 metri stile libero classe S5 | Argento   |      |
| 2015 | Campionati mondiali di nuoto | Glasgow           | 200 metri stile libero classe S5 | Argento   |      |
| 2015 | Campionati mondiali di nuoto | Glasgow           | 200 metri misti classe S5        | Argento   |      |
| 2015 | Campionati mondiali di nuoto | Glasgow           | 50 metri stile libero classe S5  | Bronzo    |      |
| 2017 | Campionati mondiali di nuoto | Città del Messico | 50 metri stile libero classe S5  | Bronzo    |      |
| 2017 | Campionati mondiali di nuoto | Città del Messico | 100 metri misti classe S5        | Bronzo    |      |

### Europei
| Anno | Manifestazione              | Sede      | Evento                           | Risultato | Note |
| ---- | --------------------------- | --------- | -------------------------------- | --------- | ---- |
| 2009 | Campionati europei di nuoto | Reykjavík | 200 metri stile libero classe S5 | Oro       |      |
| 2014 | Campionati europei di nuoto | Eindhoven | 200 metri stile libero classe S5 | Oro       |      |
| 2014 | Campionati europei di nuoto | Eindhoven | 50 metri stile libero classe S5  | Argento   |      |
| 2014 | Campionati europei di nuoto | Eindhoven | 100 metri stile libero classe S5 | Bronzo    |      |
| 2016 | Campionati europei di nuoto | Funchal   | 200 metri misto classe SM5       | Argento   |      |
| 2016 | Campionati europei di nuoto | Funchal   | 100 metri stile libero classe S5 | Bronzo    |      |
| 2016 | Campionati europei di nuoto | Funchal   | 200 metri stile libero classe S5 | Bronzo    |      |
| 2018 | Campionati europei di nuoto | Dublino   | 200 metri stile libero classe S5 | Oro       |      |
| 2018 | Campionati europei di nuoto | Dublino   | 100 metri stile libero classe S5 | Bronzo    |      |
| 2018 | Campionati europei di nuoto | Dublino   | 200 metri misto classe SM5       | Bronzo    |      |